# Jean Ségalat
Pour les articles homonymes, voir Ségalat.
Jean Ségalat, né le 6 octobre 1926 à Decazeville et mort le 25 février 1987 dans la même ville, est un peintre et dessinateur français. Représentant du courant figuratif dans la seconde moitié du XXe siècle, il est reconnu pour ses œuvres mettant en lumière les paysages, les animaux, les scènes de la vie rurale, ainsi que le monde ouvrier, avec un réalisme empreint d’humanisme.

## Biographie

### Jeunesse et formation
Jean Ségalat naît le 6 octobre 1926 à Decazeville, dans l’Aveyron. Élève à l'institut Ste Marie de Rodez, il présente des dispositions artistiques encouragées par son professeur Roger Serpantié. En 1943, à l’âge de 17 ans, il expose une série de caricatures dans sa ville natale.
En 1945, il intègre l’École des Beaux-Arts de Paris, mais déçu par l’enseignement académique, il quitte l’école en 1947 pour retourner en Aveyron afin de travailler dans la solitude et l'introspection. Cette année-là, il assiste à l’exposition de son condisciple Bernard Buffet à la galerie Saint-Placide, où celui-ci reçoit le prix de la critique. Profondément marqué par cette œuvre expressionniste, il décide d’orienter son art vers un réalisme expressif.

### Carrière et premières expositions
En 1948, il présente ses toiles à "L'ami des lettres" à Bordeaux puis au Salon de la Jeune Peinture à Paris.
Après avoir frôlé la mort en 1949 à la suite d’une grave congestion pulmonaire, il expose à la galerie Leuvrais à Paris. Mais l’exposition n’obtient pas le succès escompté.

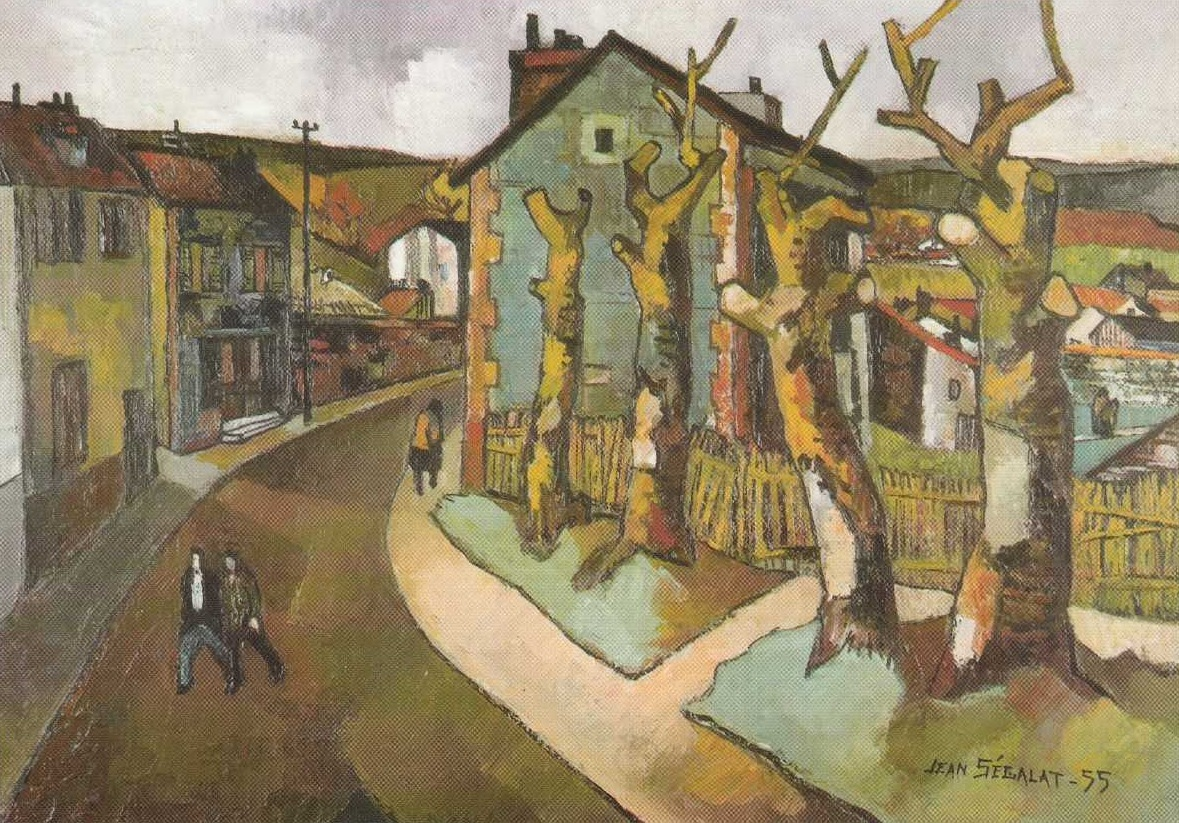

Jean Ségalat retourne alors en Aveyron, où il trouve une inspiration durable dans les paysages et la vie locale. En 1955, il revient à Paris pour exposer aux "Amitiés Françaises" où la critique est positive. Une de ses toiles est acquise par les Beaux-Arts de la ville. Cette exposition marque un tournant dans sa carrière.
En 1957, il assoit sa notoriété à la galerie Saint-Placide à Paris. En 1958, le critique d’art Jean Bouret écrit à son sujet : "Ségalat n’est plus un débutant, on l’a vu parfois à Paris, trop peu encore car ce qu’il apporte est vivifiant."

### Style et thématiques

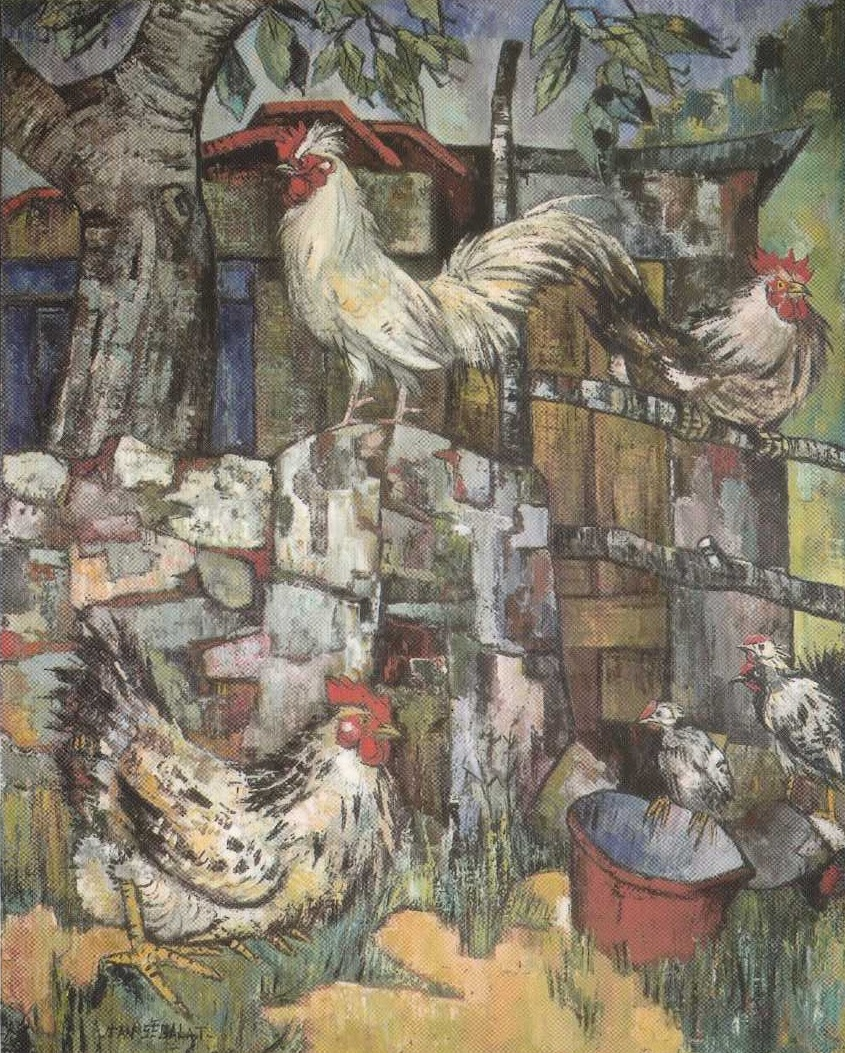

Marquée par sa proximité avec les êtres et les choses, Jean Ségalat reste fidèle à une peinture figurative à une époque dominée par l’abstraction. Ses œuvres, imprégnées de réalisme, explorent des thèmes variés : paysages, portraits, scènes rurales et ouvrières. Son attachement à la représentation humaine culmine dans une série de toiles consacrées au "Christ ouvrier", une interprétation contemporaine des Évangiles.

### Reconnaissance et maturité artistique
Dans les années 1960, il multiplie les expositions, notamment à la galerie Di Meo à Paris en 1960. En 1962, il obtient le grand prix de la ville de Montauban. Reconnu  par la critique européenne comme un artiste majeur de son époque, il est récompensé en 1968 par le prix Cabrol, décerné par la société des lettres, sciences et arts de l’Aveyron, pour l’ensemble de son œuvre.

### Dernières années
Affaibli par des problèmes de santé, il passe près de deux ans dans une clinique toulousaine à partir de 1964. Incapable de peindre, il se consacre au dessin, à la gravure et à l’illustration de livres.
Dans les années 1970, Jean Ségalat réside principalement en Aveyron, ponctuellement à Conques-en-Rouergue, où il continue à produire des dessins et gravures inspirés par le patrimoine médiéval et par les pèlerins de Saint-Jacques-de-Compostelle qui traversent la région.
Un voyage à Venise dans les années 1980 ravive son envie de peindre. Il termine ainsi plusieurs œuvres importantes avant son décès, survenu le 25 février 1987 à Decazeville.

## Œuvre

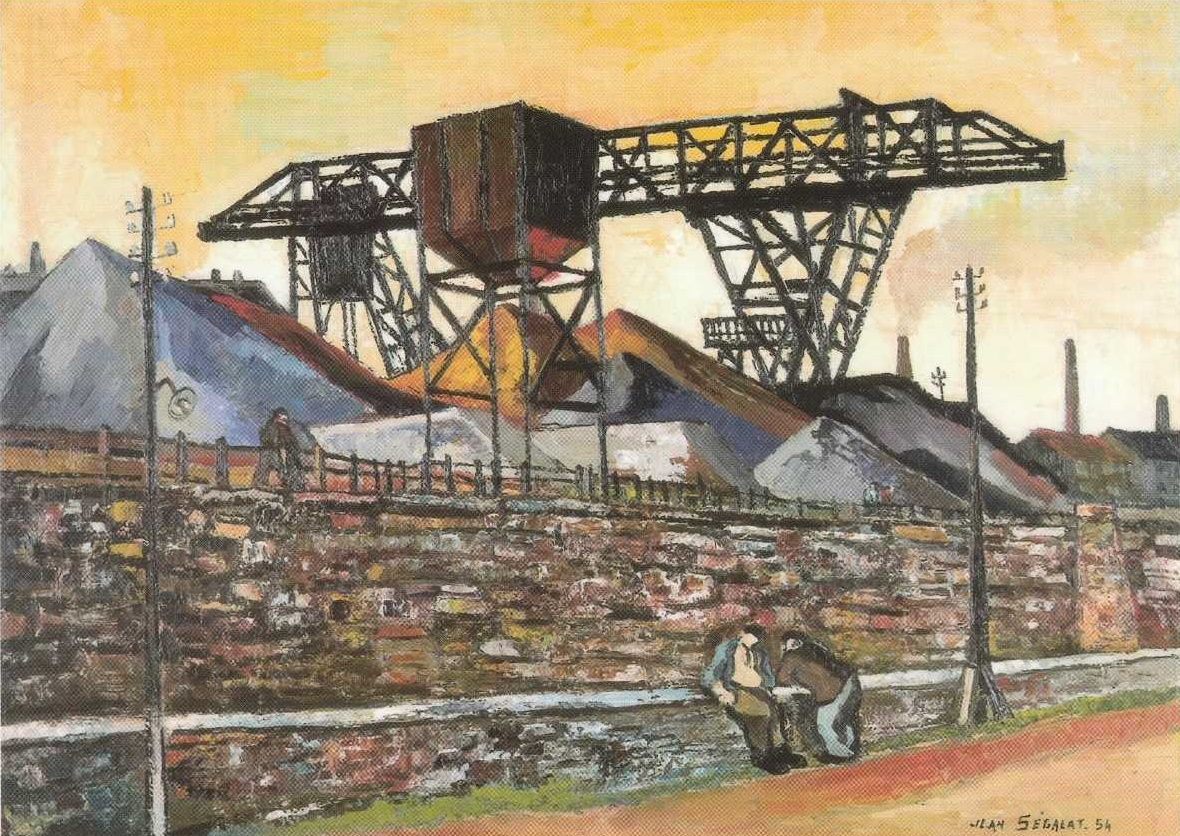

L’œuvre de Jean Ségalat se distingue par sa proximité avec la réalité quotidienne et sa capacité à retranscrire les émotions simples et profondes du monde rural et ouvrier. Son travail, à contre-courant des mouvements abstraits de son époque, conserve une place importante dans l’histoire de la peinture figurative française du XXᵉ siècle.

## Héritage et postérité
Considéré comme l’un des plus grands peintres aveyronnais de sa génération, Jean Ségalat a été honoré par Decazeville, sa ville natale, qui a donné son nom à un square (1988) et à une galerie d'art (1997). La commune de Firmi, également dans l’Aveyron, a suivi cet hommage en baptisant une rue en son honneur.
En 1991, son ami écrivain Gilbert Bou lui a consacré un livre intitulé Jean Ségalat, le cheminement d’une œuvre, une rétrospective qui retrace son parcours et l’évolution de son art. Dans cet ouvrage, Gilbert Bou décrit : "Jean Ségalat a travaillé avec obstination et parfois angoisse, favorisé par un don remarquable, celui d'enregistrer des personnages, des animaux, des paysages qui s'accumulent en lui comme des souvenirs, des choses mortes, et qui, un beau jour, remontent à la mémoire et renaissent transfigurés sous sa main".
Il figure également dans le livre de Robert Taussat, Hommes et femmes célèbres de l’Aveyron, publié en 1996, où l'auteur conclut : "Reconnu par la critique européenne comme un des artistes majeurs de notre époque, (…), il mourut, âgé d’à peine 60 ans, laissant une œuvre encore insuffisamment connue, mais dont la postérité saura souligner les éclatants mérites".
Bien que l’essentiel de son œuvre appartienne à des collections privées, des expositions lui sont encore dédiées et continuent d’attirer un large public,.

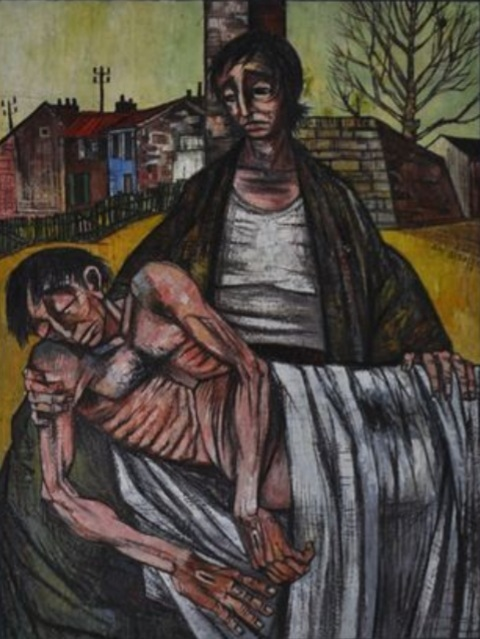

Certaines œuvres de Jean Ségalat, offertes par sa famille à sa ville natale, sont également visibles à Decazeville. Un tableau est ainsi exposé dans le hall de l’hôtel de ville, tandis qu’une représentation de la Crucifixion orne l’église Notre-Dame de Decazeville. La chapelle Saint-Roch, située sur la via Podiensis des chemins de Compostelle, accueille depuis 2023 une émouvante Piéta.